# Faina (inslagkrater)
Faina is een inslagkrater op de planeet Venus. Faina werd in 1997 genoemd naar Faina, een Turkse meisjesnaam.
De krater heeft een diameter van 10 kilometer en bevindt zich in het quadrangle Meskhent Tessera (V-3).